# هيدي شميد
هيدي شميد (بالألمانية: Heidi Schmid)‏ (و. 1938  م) هي مبارزة بالسيف ألمانية، ولدت في كلاغنفورت، شاركت في الألعاب الأولمبية الصيفية 1968، ومبارزة سيف الشيش في الألعاب الأولمبية الصيفية 1960 – سيدات رقائق ‏، والألعاب الأولمبية الصيفية 1960، والألعاب الأولمبية الصيفية 1964، ومبارزة سيف الشيش في الألعاب الأولمبية الصيفية 1964 – فريق سيدات رقائق ‏.

## روابط خارجية
- هيدي شميد على موقع أوليمبيديا (الإنجليزية)